# Loretánská kaple v Teplicích
Zaniklá Loretánská kaple v Teplicích se nacházela při zaniklém Panském špitálu, v zámecké zahradě.

## Historie
Loretánská kaple (Santa Casa) byla založena roku 1674 při Panském špitálu z iniciativy Jana Jiřího Marka z Clary-Aldringenu. Po určitou dobu sloužila jako rodová hrobní kaple, až do zřízení nové gotické kaple v sousedství. Jednalo se o jednoduchou, obdélnou stavbu, ve které se první litanie konaly 24. března 1675.
Kaple měla stát údajně v místech zaniklého kostela zasvěceného Panně Marii, založeného kolem roku 1352.
Mezi roky 1924–1930 byla Santa Casa spolu se špitálem zbořena.